# Tapinoma erraticum
Tapinoma erraticum é uma espécie de formiga do gênero Tapinoma.